# Barania Ruda
Barania Ruda – osada leśna w Polsce położona w województwie mazowieckim, w powiecie mińskim, w gminie Mrozy.
Wierni kościoła rzymskokatolickiego należą do parafii św. Wojciecha w Jeruzalu.